# Divna hirtura
Divna hirtura är en stekelart som beskrevs av Boucek 1988. Divna hirtura ingår i släktet Divna och familjen puppglanssteklar.
Artens utbredningsområde är Papua Nya Guinea. Inga underarter finns listade i Catalogue of Life.